# Waterford (Ohio)
Waterford – jednostka osadnicza w Stanach Zjednoczonych, w stanie Ohio, w hrabstwie Washington.